# 李維常數
李維常數（英語：Lévy's constant，有時被稱作辛欽–李維常數）是和連分數分母的漸近收斂特性有關的一個常數。在1935年時蘇俄的數學家亞歷山大·辛欽證明幾乎所有實數的分母連分數qn的漸近特性都滿足下式：
{\displaystyle \lim _{n\to \infty }{q_{n}}^{1/n}=\gamma }
其中的常數γ在1936年由法國數學家保羅·皮埃爾·萊維求得為：
{\displaystyle \gamma =e^{\pi ^{2}/(12\ln 2)}=3.275822918721811159787681882\ldots .}（OEIS數列A086702）
李維常數有時會指{\displaystyle \pi ^{2}/(12\ln 2)}（上述常數的自然對數，以β表示），數值約為1.1865691104...。β的數值源自連續分母比例對數的漸進期望值，用Gauss-Kuzmin distribution求得。此比例的漸進密度函數為
{\displaystyle f(z)={\frac {1}{z(z+1)\ln(2)}}}
在{\displaystyle z\geq 1}時，其他情形則為零。因此李維常數β為
{\displaystyle \beta =\int _{1}^{\infty }{\frac {\ln z}{z(z+1)\ln 2}}dz=\int _{0}^{1}{\frac {\ln z^{-1}}{(z+1)\ln 2}}dz={\frac {\pi ^{2}}{12\ln 2}}}.
李維常數的常用對數約為0.51532941...，是布洛赫定理極限倒數的一半。

## 外部連結
- 埃里克·韦斯坦因. . MathWorld.
- Decimal expansion of Levy's constant: （OEIS數列A086702）